# Chris Beard
Christopher Michael Beard, meglio noto come Chris Beard (Marietta, 18 febbraio 1973), è un allenatore di pallacanestro statunitense.

## Palmarès
- Associated Press College Basketball Coach of the Year (2019)